# Qualiphar
Qualiphar is een Belgisch farmaceutisch bedrijf. 

## Historiek
Qualiphar werd in 1937 door enkele apothekers opgericht om grondstoffen aan te maken voor apotheken. In 1970 werden alle aandelen overgenomen door apotheker Ward Verlinden en zijn familie. Deze familie leidt tot op heden het bedrijf. Sinds die overname begon Qualiphar te diversifiëren wat tot een sterke groei leidde, sinds 1999 ook internationaal. Het bedrijf nam verschillende sectorgenoten over, waaronder het Franse Gifrer in 2000. In 2008 werd een verkoopkantoor opgericht in Dubai. Qualiphar ontwikkelt, produceert en verdeelt eigen producten, maar maakt en verdeelt daarnaast ook geneesmiddelen voor andere farmabedrijven.
Het bedrijf werd na de overname door de familie Verlinden geleid door Ward Verlinden.  Nadien ging de leiding over naar zijn zonen Karl, Marc en Tom. Huidige delegeerde bestuurders zijn Karl en Marc Verlinden.